# Magdalena Wolińska-Riedi
Magdalena Wolińska-Riedi (ur. 22 maja 1979 w Warszawie) – polska dziennikarka, lingwistka, tłumaczka oraz autorka książek.

## Życiorys
Ukończyła studia z filologii włoskiej na Uniwersytecie Warszawskim oraz studia doktoranckie na wydziale historii kościoła na rzymskim Papieskim Uniwersytecie Gregoriańskim. Dodatkowo studiowała na Akademii Dyplomatycznej w Warszawie. Przez około dwie dekady była jedną z niewielu kobiet spoza duchowieństwa, która zamieszkiwała w najmniejszym państwie na świecie, Watykanie.
W wieku 15 lat wzięła udział w Światowych Dniach Młodzieży w Loreto w 1995 roku. Słowa papieża Jana Pawła II, zapraszające do wspólnego witania nowego tysiąclecia w Rzymie, wywarły na niej, według jej słów, ogromne wrażenie. Kilka lat później podjęła się studiów italianistycznych. Podczas ostatniego dnia swojego pobytu w Rzymie poznała gwardzistę szwajcarskiego. Trzy lata później, w wieku 23 lat, jeszcze podczas studiów, wzięli ślub.
Kariera zawodowa Magdaleny Wolińskiej-Riedi rozpoczęła się od pracy jako prezenterka programów podróżniczych. W roku 2003 zamieszkała na terenie Watykanu. Rozpoczęła pracę jako korespondentka Telewizji Polskiej we Włoszech i Watykanie w roku 2014. Dla tego medium pracowała do kwietnia 2024. Miesiąc później została dziennikarką katolickiej, międzynarodowej sieci telewizyjnej EWTN (w tym EWTN Polska), gdzie zajmuje się dokładnie tym samym, co w TVP.
Zajmuje się także tłumaczeniem z języka polskiego na język włoski. Przez 10 lat była tłumaczką Trybunału Roty Rzymskiej i Sygnatury Apostolskiej w Watykanie.
W swoich publikacjach Magdalena Wolińska-Riedi odkrywa tajemnice Watykanu. Jej książki, takie jak „Kobieta w Watykanie” oraz „Zdarzyło się w Watykanie” prezentują rozmowy z ludźmi mieszkającymi i pracującymi w tym miejscu, dotykając codziennego życia w najmniejszym państwie na świecie. Oprócz tego zawierają także osobiste wspomnienia autorki zgromadzone przez prawie dwie dekady przebywania w Watykanie.

## Publikacje
- Kobieta w Watykanie, Wydawnictwo Znak, 2019, ISBN 83-240-5900-8.
- Kobieta w Watykanie, Otwarte, 2020, ISBN 83-240-5966-0.
- Zdarzyło się w Watykanie. Nieznane historie zza Spiżowej Bramy, Otwarte, 2020, ISBN 83-240-6149-5.
- Zdarzyło się w Watykanie, Wydawnictwo Znak, 2020, ISBN 83-240-6093-6.
- Z Watykanu w świat. Tajemnice papieskich podróży, Otwarte, 2021, ISBN 83-240-6367-6.
- Mój Rzym: spacerem po niezwykłych zakątkach Wiecznego Miasta, Kraków: Wydawnictwo Znak, 2023, ISBN 978-83-240-6679-7 [dostęp 2024-03-10].

## Życie prywatne
Prywatnie jest żoną byłego oficera Gwardii Szwajcarskiej. Ma dwie córki.